# خطوط آسيانا الجوية الرحلة 214

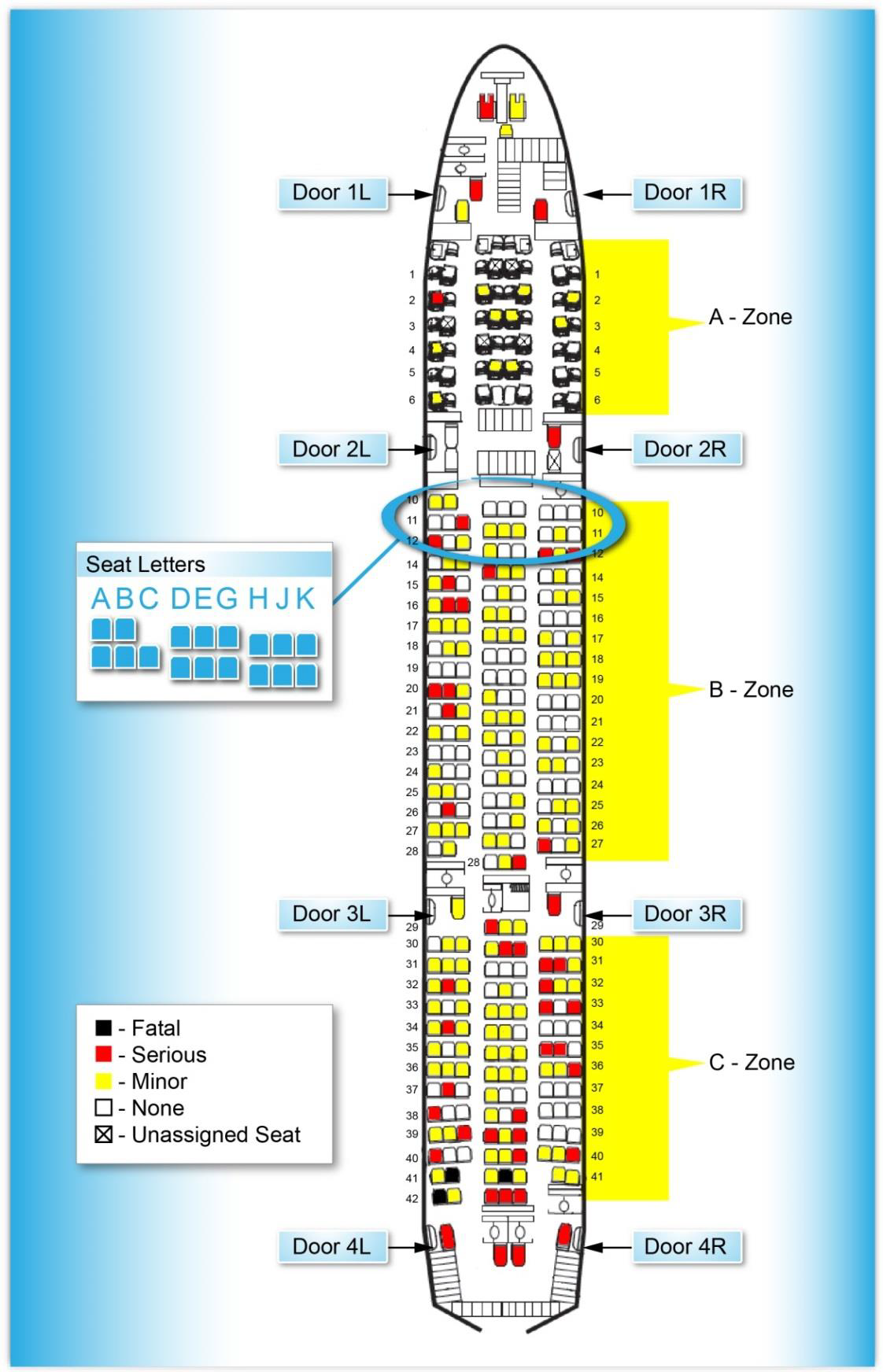
Seat map

حادثة طيران آسيانا الرحلة رقم 214 وقعت يوم السبت 6 يوليو 2013 عندما تحطمت طائرة بوينغ من طراز بوينغ 777-200 أثناء هبوطها في مطار سان فرانسيسكو الدولي قادمة من مطار إنشيون الدولي. لحق بالطائرة ضررا شديدة من جراء النيران وفقدت ذيلها وأحد أجنحتها في الحادث. أدى فقدان الذيل إلى قتل ضحيتان.

## أسباب الحادث
أعلن مدير عام شركة آسيانا آيرلاينز أن طائرة البوينغ 777 التي تحطمت لم تكن تواجه أي مشكلة ميكانيكية عند وقوع الحادث، وحتى الآن أسباب الحادث غير معروفة.

## الخسائر البشرية

### الوفيات
توفى ضحيتان يحملان الجنسية الصينية ومولودتان في 1997 و1996 كانتا جالستين في الجزء الخلفي من الطائرة التي اصطدم ذيلها بالأرض.
في 12 يوليو 2013، أعلن مستشفى سان فرانسيسكو أن فتاة ثالثة تبلغ من العمر 15 سنة، تحمل الجنسية الصينية توفيت متأثرة بجراحها.

## المصابون
أصيب 182 شخص، ومنهم 5 أشخاص في حالة حرجة.

## نتائج التحقيقات
أعلنت الرئيسة باك غن هي في سبب الحادث بإنه تحطم طائرة بوينغ 777 عند هبوطها بسبب خطأ الطيار لعدم خبرته لهبوط الطائرة في مطار أمريكي وبعد يوم من النتائج دفعت شركة الطيران الكورية ما يقارب 14 مليون دولار أمريكي علي أقارب الضحايا والإجرات الجديدة لجعل خطوط أسيانا الجوية شركة الطيران الأكثر أمانا.